# Western Publishing
Western Publishing ou Western Printing and Lithographing Company était un important éditeur américain, publiant des livres, des magazines, des comics et d'autres objets de presse. La compagnie a cessé son activité à la suite de son éclatement en 2001.

## Historique
L'entreprise fut fondée par les frères Edward Henry Wadewitz et Albert H. Wadewitz à Racine (Wisconsin). Ils font l'acquisition en septembre 1907 de l'imprimeur West Side Printing Company pour 2 504 dollars et, en 1910, rebaptisent leur société Western Publishing. 
Le groupe ouvre alors rapidement de nouveaux bureaux éditoriaux à New York puis à Los Angeles, ainsi qu'une nouvelle unité d'impression à Poughkeepsie (État de New York). 
En 1915, Western Publishing acquiert l'éditeur Hammerung-Whitman Publishing Company, basé à Chicago, pour lequel il imprimait des livres et qui venait de faire faillite. Une nouvelle filiale est alors créée, dénommée Whitman Publishing Company qui se spécialise dans le livre pour enfants, à des prix très compétitifs avec la collection Big Little Book.
En 1919, une partie de cette filiale redevient indépendante sous le nom de Albert Whitman & Company.
Dans les années 1930, Western Publishing fonde une filiale nommée K.K. Publications, d'après les initiales de Kay Kamen, agent des Walt Disney Productions pour les produits de consommation de 1933 à 1949. Cette filiale semble avoir arrêté son activité dans les années 1960.
Au travers de sa filiale Golden Books Family Entertainment, Western Publishing produisait aussi des livres pour les enfants et des loisirs pour la famille.
Dans les années 1950, Western Publishing avec l'aide de Dell et Simon & Schuster, décide de sponsoriser la librairie Story Book Shop située dans Main Street, USA à Disneyland (Californie). Cette boutique a ouvert avec le parc le 17 juillet 1955 et a fermé en avril 1995.
En 1982, Mattel rachète Western Publishing mais le revend dès 1984. La nouvelle direction décide de renommer la société Golden Books Family Entertainment et de se réorienter vers la vente de livre pour les enfants.
Dans les années 1990, trois boutiques Golden Books Showcase Store sont ouvertes aux États-Unis avec pour principe de ne vendre que les productions maison. La première a ouvert en novembre 1992 dans le Woodfield Mall de Schaumburg (Illinois), la seconde en juin 1993 dans le CityWalk d'Universal Studios Hollywood et la troisième en avril 1994 au Rockefeller Center de New York. Elles ont toutes trois fermés depuis.
En 1998, Golden Books Family Entertainment est racheté par Random House .
En 1999, la société revend sa filiale pour adulte nommée Golden Guide à St. Martin's Press.
En 2000, Golden Books Family Entertainment est racheté par Classic Media .
En 2003, H.E. Harris rachète la Whitman Coin Products, spécialisée dans les livres numismatiques, à St. Martin's Press et la rebaptise Whitman Publishing

## Production
- Bande dessinée

Avec les personnages de Walt Disney Productions, Warner Brothers, Metro Goldwyn Mayer, Edgar Rice Burroughs et Walter Lantz Studio dont elle avait la licence, Western Publishing a produit des bandes dessinées mais aussi des réalisations originales. L'équipe éditoriale des bureaux de la Côte ouest comprenait : Eleanor Packer, Alice Cobb, Chase Craig, Zetta Devoe et Del Connell ; les bureaux de la Côte est incluaient Oscar LeBeck, Matt Murphy et Wally Green.
De 1938 à 1962, les B.D. de Western Publishing étaient publiées sur les presses de Dell Comics, laquelle était chargée de la distribution et du financement des B.D. En 1962, Western décide d'arrêter son partenariat avec Dell et de publier elle-même ses comics. Elle crée alors Gold Key Comics. La production continua jusqu'à la fin des années 1970, après que la distribution passa des kiosques de journaux à celle des boutiques de jouets sous le nom Whitman Comics. Western arrêta la publication des comics en 1984, et toutes les licences furent alors reprises par d'autres éditeurs. Certains des comics ont été publiés par les nouveaux éditeurs sous le même nom que durant la période Western, comme March of Comics. L'éditeur Dark Horse Comics a récemment réalisé des rééditions de certains comics originaux de Western Publishing, dont les droits sont actuellement détenus par Random House.
- Livres pour enfants

Western publia une grande variété de livres pour enfants (puzzle, coloriage, Big Little Books…), la plupart sous les marques Golden Books et Whitman Publishing à partir des années 1920-1930. La collection la plus célèbre demeure les Little Golden Books (parus en France sous le nom « Un Petit Livre d'or »). Western publiait également des séries classiques issues du domaine public, d'abord sous le nom "Whitman Famous Classics" - plus tard renommées "Golden Press" - telles que Little Women (Les Quatre Filles du docteur March), Little Men, Black Beauty (Prince noir) et Heidi.
- Autre œuvre pour la jeunesse

Sous le nom Whitman, Western publie, des années 1940 à 1980, plusieurs séries de livres pour enfants préadolescents. Les séries de suspense pour filles comprenaient : Trixie Belden, Ginny Gordon, Donna Parker et Trudy Phillips. Les séries pour garçons comprenaient : Walton Boys, Power Boys et Troy Nesbit. Entre les années 1950 et 1970, la gamme incluait également un certain nombre de licences de films ou de séries télévisées populaires comme Lassie et Rin Tin Tin ; des Westerns et des productions Disney tels que The Adventures of Spin and Marty et Annette.
- Manuels d'automobile

Western publia les guide automobile pour la marque Volvo jusqu'en 1989.
- Autres

Les guides sur la nature Golden Guide étaient publiés sous la marque Golden Press. Cette gamme a depuis été relancée par St. Martin's Press. Western a aussi publié des guides pour les numismates sous le nom Whitman, racheté depuis par H.E. Harris.